# Förarbrev
Förarbrev innebär i Finland rätt att vara befälhavare på fartyg med bruttodräktighet på högst 100, i inrikesfart i fartområde 1, det vill säga områden som inte direkt är utsatta för sjögång från öppna havet annat än på begränsade sträckor i inre skärgård. För passagerarfartyg måste området vara avgränsat och namngivet. Då maskineffekten är under 350 kW (475 hk) och maskinen kan skötas från styrplatsen behövs i allmänhet inte skild maskinskötare.
Förutom det egentliga förarbrevet finns andra kompetenser med liknande namn, såsom förarbrev för hyresbåt och förarbrev A och B för fiskefartyg. Förarbrevet ger i motsats till förarbrevet för hyresbåt behörighet också för båtar i linjetrafik, båtar konstruerade för professionellt bruk och båtar som räknas som passagerarfartyg.
För att få förarbrev krävs 18 års ålder, förarutbildning och sjötjänst under tre månaders tid. Praktiken kan utföras på fritidsfarkost med längd över 10 meter och en maskineffekt över 50 kW (68 hk). Förarbrevet behöver normalt inte förnyas, utan är i kraft tills vidare.
Förarutbildningen är på 3,5 studieveckor och behandlar bland annat navigation, maskinlära, sjövägsreglerna, radio och säkerhet.